# Summer of Soul (...Or, When the Revolution Could Not Be Televised)
Summer of Soul (...Or, When the Revolution Could Not Be Televised) és una pel·lícula documental estatunidenca de 2021 sobre el Festival Cultural de Harlem de 1969, dirigida per Ahmir «Questlove» Thompson en el seu debut com a director.
La pel·lícula es va estrenar al Festival de Cinema de Sundance el 28 de gener de 2021 on va guanyar el Gran Premi del Jurat i el Premi del Públic en les categories de documental. Es va estrenar als cinemes el 25 de juny de 2021 abans de d'estar disponible en streaming a Hulu. El cap de setmana d'estrena de la pel·lícula va recaptar 650.000 dòlars en 752 sales, amb una mitjana per sala de 865 dòlars.
Summer of soul va guanyar el BAFTA al millor documental i l'Oscar al millor documental als Premis de Oscar de 2021.

## Argument
El documental explora el Festival Cultural de Harlem de 1969 que es va celebrar al Mount Morris Park (ara Marcus Garvey Park) del barri novaiorquès de Harlem i va durar sis setmanes. Tot i comptar amb una gran assistència de públic i intèrprets com Stevie Wonder, Mahalia Jackson, Nina Simone, The 5th Dimension, The Staple Singers, Gladys Knight &amp; the Pips, Blinky Williams, Sly and the Family Stone i The Chambers Brothers, el festival va ser obviat per la cultura pop hegemònica.

## Producció
A petició de l'organitzador del festival i presentador Tony Lawrence, el productor de televisió Hal Tulchin va gravar unes quaranta hores d'imatges del Festival Cultural de Harlem en cinta de vídeo, extractes de les quals es van emetre en dos especials de televisió d'una hora el juliol i el setembre de 1969 per CBS i ABC. Després les cintes es van desar en un soterrani durant 50 anys, tot i que algunes de les imatges de Nina Simone sí que es van utilitzar en documentals sobre la cantant.
El 2004, Joe Lauro, un arxiver cinematogràfic de l'Historic Films Archive, va descobrir l'existència del metratge i va contactar amb Hal Tulchin. Va digitalitzar i catalogar el metratge amb l'esperança de treballar en una pel·lícula sobre l'esdeveniment. El 2006, Lauro va signar un acord amb Robert Gordon i Morgan Neville per explicar la història del festival, però l'acord mai no va veure la llum. El productor Robert Fyvolent va adquirir els drets de cinema i televisió de Tulchin. Fyvolent va començar una col·laboració amb el productor David Dinerstein el 2016 i junts van contractar RadicalMedia amb l'editor Josh Pearson i van afegir un tercer productor, Joseph Patel. El director Ahmir Thompson va expressar la seva sorpresa pel fet que el metratge es va guardar durant tant de temps ja que la música va tenir un gran impacte en la seva vida i desenvolupament.

## Reconeixements
| Premi                                                | Data                   | Categoria                                                                  | Nominat | Resultat                      | Ref.          |
| ---------------------------------------------------- | ---------------------- | -------------------------------------------------------------------------- | --- | ----------------------------- | ------------- |
| Festival de Cinema de Sundance                       | 3 de febrer de 2021    | Grand Jury Prize – Documentary                                             | Summer of Soul (...Or, When the Revolution Could Not Be Televised)                                              | Guanyador                     | [ 9 ]         |
| Festival de Cinema de Sundance                       | 3 de febrer de 2021    | Audience Awards – Documentary                                              | Summer of Soul (...Or, When the Revolution Could Not Be Televised)                                              | Guanyador                     | [ 9 ]         |
| Critics' Choice Documentary Awards                   | 14 de novembre de 2021 | Best Documentary Feature                                                   | Summer of Soul (...Or, When the Revolution Could Not Be Televised)                                              | Guanyador                     | [ 17 ]        |
| Critics' Choice Documentary Awards                   | 14 de novembre de 2021 | Best Archival Documentary                                                  | Summer of Soul (...Or, When the Revolution Could Not Be Televised)                                              | Guanyador                     | [ 17 ]        |
| Critics' Choice Documentary Awards                   | 14 de novembre de 2021 | Best Music Documentary                                                     | Summer of Soul (...Or, When the Revolution Could Not Be Televised)                                              | Guanyador                     | [ 17 ]        |
| Critics' Choice Documentary Awards                   | 14 de novembre de 2021 | Best First Documentary Feature                                             | Ahmir "Questlove" Thompson                                                                                      | Guanyador                     | [ 17 ]        |
| Critics' Choice Documentary Awards                   | 14 de novembre de 2021 | Best Director                                                              | Ahmir "Questlove" Thompson (juntament amb Elizabeth Chai Vasarhelyi i Jimmy Chin per The Rescue)                | Guanyador                     | [ 17 ]        |
| Critics' Choice Documentary Awards                   | 14 de novembre de 2021 | Best Editing                                                               | Joshua L. Pearson                                                                                               | Guanyador                     | [ 17 ]        |
| Gotham Independent Film Awards                       | 29 de novembre de 2021 | Best Documentary Feature                                                   | Summer of Soul (...Or, When the Revolution Could Not Be Televised)                                              | Nominat                       | [ 18 ]        |
| National Board of Review                             | 3 de desembre de 2021  | Documentary Film                                                           | Summer of Soul (...Or, When the Revolution Could Not Be Televised)                                              | Guanyador                     | [ 19 ]        |
| Detroit Film Critics Society                         | 6 de desembre de 2021  | Best Documentary                                                           | Summer of Soul (...Or, When the Revolution Could Not Be Televised)                                              | Guanyador (ex aequo amb Flee) | [ 20 ]        |
| Washington D.C. Area Film Critics Association Awards | 6 de desembre de 2021  | Best Documentary                                                           | Summer of Soul (...Or, When the Revolution Could Not Be Televised)                                              | Guanyador                     | [ 21 ]        |
| Boston Society of Film Critics Awards                | 12 de desembre de 2021 | Best Documentary                                                           | Summer of Soul (...Or, When the Revolution Could Not Be Televised)                                              | Guanyador                     | [ 22 ] [ 23 ] |
| Chicago Film Critics Association Awards              | 15 de desembre de 2021 | Best Documentary                                                           | Summer of Soul (...Or, When the Revolution Could Not Be Televised)                                              | Guanyador                     | [ 24 ]        |
| Los Angeles Film Critics Association Awards          | 18 de desembre de 2021 | Best Documentary/Non-Fiction Film                                          | Summer of Soul (...Or, When the Revolution Could Not Be Televised)                                              | Guanyador                     | [ 25 ]        |
| Los Angeles Film Critics Association Awards          | 18 de desembre de 2021 | Best Editing                                                               | Joshua L. Pearson                                                                                               | Guanyador                     | [ 25 ]        |
| Dallas–Fort Worth Film Critics Association           | 20 de desembre de 2021 | Best Documentary Film                                                      | Summer of Soul (...Or, When the Revolution Could Not Be Televised)                                              | Guanyador                     | [ 26 ]        |
| Florida Film Critics Circle Awards                   | 21 de desembre de 2021 | Best Documentary Film                                                      | Summer of Soul (...Or, When the Revolution Could Not Be Televised)                                              | Guanyador                     | [ 27 ]        |
| Alliance of Women Film Journalists Awards            | Gener de 2022          | Best Documentary                                                           | Summer of Soul (...Or, When the Revolution Could Not Be Televised)                                              | Guanyador                     | [ 28 ]        |
| San Francisco Bay Area Film Critics Circle           | 10 de gener de 2022    | Best Documentary Feature                                                   | Summer of Soul (...Or, When the Revolution Could Not Be Televised)                                              | Guanyador                     | [ 29 ]        |
| San Diego Film Critics Society                       | 10 de gener de 2021    | Best Documentary                                                           | Summer of Soul (...Or, When the Revolution Could Not Be Televised)                                              | Guanyador                     | [ 30 ]        |
| San Diego Film Critics Society                       | 10 de gener de 2021    | Best Editing                                                               | Joshua L. Pearson                                                                                               | Nominat                       | [ 30 ]        |
| Austin Film Critics Association                      | 11 de gener de 2022    | Best Documentary                                                           | Summer of Soul (...Or, When the Revolution Could Not Be Televised)                                              | Guanyador                     | [ 31 ]        |
| Toronto Film Critics Association                     | 16 de gener de 2022    | Best Documentary Film                                                      | Summer of Soul (...Or, When the Revolution Could Not Be Televised)                                              | Guanyador                     | [ 32 ]        |
| Seattle Film Critics Society                         | 17 de gener de 2022    | Best Documentary Feature                                                   | Summer of Soul (...Or, When the Revolution Could Not Be Televised)                                              | Guanyador                     | [ 33 ]        |
| Houston Film Critics Society Awards                  | 19 de gener de 2022    | Best Documentary Feature                                                   | Summer of Soul (...Or, When the Revolution Could Not Be Televised)                                              | Guanyador                     | [ 34 ]        |
| Online Film Critics Society Awards                   | 24 de gener de 2022    | Best Documentary                                                           | Summer of Soul (...Or, When the Revolution Could Not Be Televised)                                              | Guanyador                     | [ 35 ]        |
| London Film Critics Circle Awards                    | 6 de febrer de 2022    | Documentary of the Year                                                    | Summer of Soul (...Or, When the Revolution Could Not Be Televised)                                              | Guanyador                     | [ 36 ]        |
| Black Reel Awards                                    | 27 de febrer de 2022   | Outstanding Documentary Feature                                            | Summer of Soul (...Or, When the Revolution Could Not Be Televised)                                              | Guanyador                     | [ 37 ]        |
| Black Reel Awards                                    | 27 de febrer de 2022   | Outstanding Emerging Director                                              | Ahmir "Questlove" Thompson                                                                                      | Nominat                       | [ 37 ]        |
| Cinema Eye Honors                                    | 1 de març de 2022      | Outstanding Non-Fiction Feature                                            | Ahmir "Questlove" Thompson, Joseph Patel, Robert Fyvolent i David Dinerstein                                    | Nominat                       | [ 38 ]        |
| Cinema Eye Honors                                    | 1 de març de 2022      | Outstanding Direction                                                      | Ahmir "Questlove" Thompson                                                                                      | Nominat                       | [ 38 ]        |
| Cinema Eye Honors                                    | 1 de març de 2022      | Outstanding Debut                                                          | Ahmir "Questlove" Thompson                                                                                      | Nominat                       | [ 38 ]        |
| Cinema Eye Honors                                    | 1 de març de 2022      | Audience Choice Prize                                                      | Ahmir "Questlove" Thompson                                                                                      | Nominat                       | [ 38 ]        |
| Cinema Eye Honors                                    | 1 de març de 2022      | Outstanding Editing                                                        | Joshua L. Pearson                                                                                               | Guanyador                     | [ 38 ]        |
| Cinema Eye Honors                                    | 1 de març de 2022      | Outstanding Sound Design                                                   | Jimmy Douglass and Paul Hsu                                                                                     | Nominat                       | [ 38 ]        |
| American Cinema Editors Awards                       | 5 de març de 2022      | Best Edited Documentary – Feature                                          | Joshua L. Pearson                                                                                               | Guanyador                     | [ 39 ]        |
| Cinema Audio Society Awards                          | 6 de març de 2022      | Outstanding Achievement in Sound Mixing for a Motion Picture – Documentary | Paul Hsu, Roberto Fernandez, Paul Massey                                                                        | Guanyador                     | [ 40 ]        |
| Independent Spirit Awards                            | 6 de març de 2022      | Best Documentary Feature                                                   | Summer of Soul (...Or, When the Revolution Could Not Be Televised)                                              | Guanyador                     | [ 41 ]        |
| Vancouver Film Critics Circle Awards                 | 7 de març de 2022      | Best Documentary                                                           | Summer of Soul (...Or, When the Revolution Could Not Be Televised)                                              | Nominat                       | [ 42 ]        |
| Directors Guild of America Awards                    | 12 de març de 2022     | Outstanding Directorial Achievement in Documentaries                       | Ahmir "Questlove" Thompson                                                                                      | Nominat                       | [ 43 ]        |
| Golden Reel Awards                                   | 13 de març de 2022     | Outstanding Achievement in Sound Editing – Feature Documentary             | Joshua L. Pearson, Jimmy Douglass                                                                               | Nominat                       | [ 44 ]        |
| British Academy Film Awards                          | 13 de març de 2022     | Best Documentary                                                           | Ahmir "Questlove" Thompson, Joseph Patel, Robert Fyvolent i David Dinerstein                                    | Guanyador                     | [ 45 ]        |
| British Academy Film Awards                          | 13 de març de 2022     | Best Editing                                                               | Joshua L. Pearson                                                                                               | Nominat                       | [ 45 ]        |
| Dorian Awards                                        | 17 de març de 2022     | Best Documentary                                                           | Summer of Soul (...Or, When the Revolution Could Not Be Televised)                                              | Nominat                       | [ 46 ]        |
| Satellite Awards                                     | 2 d'abril de 2022      | Best Documentary Film                                                      | Summer of Soul (...Or, When the Revolution Could Not Be Televised)                                              | Pendent                       | [ 47 ]        |
| Producers Guild of America Awards                    | 19 de març de 2022     | Outstanding Producer of Documentary Motion Pictures                        | Joseph Patel, David Dinerstein i Robert Fyvolent                                                                | Guanyador                     | [ 48 ]        |
| Academy Awards                                       | 27 de març de 2022     | Best Documentary Feature                                                   | Ahmir "Questlove" Thompson, Joseph Patel, Robert Fyvolent i David Dinerstein                                    | Guanyador                     | [ 49 ]        |
| Grammy Awards                                        | 3 d'abril de 2022      | Best Music Film                                                            | Ahmir "Questlove" Thompson (video director); David Dinerstein, Robert Fyvolent i Joseph Patel (video producers) | Pendent                       | [ 50 ]        |

## Banda sonora
L'àlbum de la banda sonora oficial es va publicar el 28 de gener de 2022 amb Legacy Records. En una entrevista, Questlove va reconèixer que van considerar incloure cançons que no estaven a la pel·lícula original però van decidir quedar-se amb la música que ja estava autoritzada per al seu llançament. L'edició física conté 16 cançons, mentre que la versió digital inclou una cançó addicional «Africa» d'Abbey Lincoln i Max Roach.
Llista de cançons
1. The Chambers Brothers – “Uptown”
2. B.B. King – “Why I Sing The Blues”
3. The 5th Dimension – “Don’t Cha Hear Me Callin’ To Ya”
4. The 5th Dimension – “Aquarius/Let The Sunshine In (The Flesh Failures)”
5. David Ruffin – “My Girl”
6. The Edwin Hawkins Singers – “Oh Happy Day”
7. The Staple Singers – “It’s Been A Change”
8. The Operation Breadbasket Orchestra & Choir Featuring Mahalia Jackson and Mavis Staples – “Precious Lord Take My Hand”
9. Gladys Knight &amp; The Pips – “I Heard It Through The Grapevine”
10. Mongo Santamaria – “Watermelon Man”
11. Ray Barretto – “Together”
12. Herbie Mann - “Hold On, I'm Comin'”
13. Sly &amp; The Family Stone – “Sing a Simple Song”
14. Sly & The Family Stone – “Everyday People”
15. Abbey Lincoln and Max Roach – “Africa”
16. Nina Simone – “Backlash Blues”
17. Nina Simone – “Are You Ready”